# Rdest zbarvený
Rdest zbarvený (Potamogeton coloratus) je druh jednoděložné rostliny z čeledi rdestovité (Potamogetonaceae).

## Popis
Jedná se vodní rostlinu. Patří mezi tzv. širokolisté rdesty, je zde nápadná hetorofylie, jinak vypadají listy ponořené a jinak listy plovoucí na hladině. Lodyha je do 100 cm dlouhá. Ponořené listy jsou jednoduché, řapíkaté (řapík dosahuje asi 1/7 až 1/3 délky čepele), střídavé, čepele jsou kopinaté. Plovoucí listy jsou řapíkaté, kopinaté až vejčité, asi 2,2–10 cm dlouhé a maximálně 5 cm široké, 13–17 žilné, čepele jsou blanité, průsvitné, na bázi přechází celkem krátký křídlatý řapík (dosahuje jen 1/6–1/2 délky čepele). Palisty jsou vyvinuty, tvoří blanitý jazýček. Květy jsou v květenstvích, v cca 16–33 mm dlouhých a celkem tenkých klasech. Okvětí není rozlišeno na kalich a korunu, skládá se ze 4 okvětních lístků, většinou nenápadných, zelenavých až hnědavých, někteří autoři je však považují za přívěsky tyčinek. Tyčinky jsou 4, srostlé s okvětím. Gyneceum je apokarpní, složené z 4 plodolistů. Semeník je svrchní. Plodem je zelená cca 1,3–1,9 mm dlouhá nažka, na vrcholu s krátkým zobánkem.

## Rozšíření ve světě
Rdest zbarvený je evropský druh, roste ostrůvkovitě od jižní Skandinávie a Velké Británie na severu přes střední Evropu až po jižní Evropu, málo přesahuje až do severní Afriky.

## Rozšíření v Česku
V ČR v minulosti rostl velmi vzácně ve středním Polabí, ve slatinných minerálně bohatých tůňkách. Poslední lokalitou jeho výskytu byla Hrabanovská černava u Lysé nad Labem, kde byl druh pozorován ještě v roce 1977, poté populace zanikla z důvodu změny hydrologických poměrů na lokalitě. V roce 2009 se však populace samovolně obnovila ze semenné banky poté, co bylo v rámci managementového zásahu v území vykopáno několik nových tůní. Z Hrabanovské černavy byl druh zavlečen do nově vytvořené tůně v národní přírodní památce V jezírkách. Aktuálně je druh v ČR hodnocen jako kriticky ohrožený (kategorie C1t).